# سیجی کیهارا
سیجی کیهارا (انگلیسی: Seiji Kihara; ۱۵ ژانویهٔ ۱۹۴۱ – ۴ دسامبر ۲۰۱۸) بازیکن هاکی روی چمن اهل ژاپن بود.